# Плоско-Забузька сільська рада
| Плоско-Забузька сільська рада — колишній орган місцевого самоврядування у Вільшанському районі Кіровоградської області з адміністративним центром у с. Плоско-Забузьке. Сільській раді підпорядковані населені пункти: - с. Плоско-Забузьке |

## Склад ради
Рада складається з 14 депутатів та голови.

### Керівний склад ради
| ПІБ                       | Основні відомості                                                                             | Дата обрання | Дата звільнення |
| ------------------------- | --------------------------------------------------------------------------------------------- | ------------ | --------------- |
| Поліщук Микола Федорович  | Сільський голова, 1956 року народження, освіта, член Всеукраїнського об'єднання 'Батьківщина' | 26.03.2006   | 31.10.2010      |
| Кудрявцева Інна Василівна | Сільський голова, 1971 року народження, освіта вища, член Партії регіонів                     | 31.10.2010   |                 |

Примітка: таблиця складена за даними джерела

## Населення
Згідно з переписом УРСР 1989 року чисельність наявного населення сільської ради становила 1150 осіб, з яких 512 чоловіків та 638 жінок.
За переписом населення України 2001 року в сільській раді мешкало 627 осіб.

### Мова
Розподіл населення за рідною мовою за даними перепису 2001 року:
| Мова       | Відсоток |
| ---------- | -------- |
| українська | 97,45 %  |
| молдовська | 1,28 %   |
| російська  | 0,80 %   |
| вірменська | 0,16 %   |
| інші       | 0,31 %   |